# Genki Yokota
Genki Yokota (jap. 横田 弦紀, Yokota Genki) ist ein japanischer Spieleentwickler bei Nintendo.

## Wirken
Yokota arbeitet seit 2005 bei Nintendo. Er ist der Abteilung Nintendo Software Planning & Development (SPD) zugeordnet und arbeitet dort als Planer und Regisseur. In dieser Rolle war er zuständiger Leiter seitens Nintendo für einige Videospielprojekte mit Nintendo-externen Studios. Yokota ist der zweiten SPD-Gruppe unter Produzent Hitoshi Yamagami zugeordnet.
Nach kleineren Beiträgen lieferte Yokota bereits 2008 sein Debüt als Regisseur des Nintendo-DS-Spiels Fossil-Fighers, das in Zusammenarbeit mit Red Entertainment entstand. Im gleichen Jahr erschien das Wii-Actionspiels Disaster: Day of Crisis, welches SPD zusammen mit Monolith Soft entwickelt hatte. Auch hier war Yokota Regisseur seitens Nintendo.
Auch am nächsten Spiel von Monolith Soft war Yokota beteiligt. Er stieß während der Prototyp-Phasen im April 2007 hinzu und bekleidete die Rolle des Regisseurs, leitete also das große Entwicklerteam seitens Nintendo. Das Spiel erschien 2010 als Xenoblade Chronicles, ebenfalls für Wii. Ein Nachfolger von Fossil Fighters mit dem Untertitel Champion entstand auch unter Yokotas Regie und kam 2010 für den DS heraus.
Nachdem Yokota 2011 als Supervisor am Wii-Rollenspiel The Last Story mit Mistwalker gewirkt hatte, erschien 2012 für Nintendo 3DS das taktische RPG Fire Emblem: Awakening. Auch hier hatte Yokota die Regie inne.

## Spiele mit Yokotas Beteiligung
- Dr. Kawashima: Mehr Gehirn-Jogging (Nintendo DS, 2007; Special Thanks[1])
- Jump Ultimate Stars (DS, 2008; Unterstützung)
- Fossil Fighters (DS, 2008; Regisseur)
- Disaster: Day of Crisis (Wii, 2008; Regisseur)
- Xenoblade Chronicles (Wii, 2010; Regisseur)
- Fossil Fighters: Champion (DS, 2010; Regisseur)
- The Last Story (Wii, 2011; Überwachung[2])
- Fire Emblem: Awakening (3DS, 2012; Regisseur)
- Fire Emblem: Three Houses (Nintendo Switch, 2019; Director)